# Donuts (album)
Donuts – instrumentalny album amerykańskiego producenta i rapera o pseudonimie J Dilla. Został wydany 7 lutego 2006, trzy dni przed śmiercią artysty i jednocześnie w jego 32 urodziny.

## Lista utworów
Opracowano na podstawie źródła.
1. "Donuts (Outro)" – 0:12
2. "Workinonit" – 2:57
3. "Waves" – 1:38
4. "Light My Fire" – 0:35
5. "The New" – 0:49
6. "Stop" – 1:39
7. "People" – 1:24
8. "The Diff'rence" – 1:52
9. "Mash" – 1:31
10. "Time: The Donut of the Heart" – 1:38
11. "Glazed" – 1:21
12. "Airworks" – 1:44
13. "Lightworks" – 1:55
14. "Stepson of the Clapper" – 1:01
15. "The Twister (Huh, What)" – 1:16
16. "One Eleven" – 1:11
17. "Two Can Win" – 1:47
18. "Don’t Cry" – 1:59
19. "Anti-American Graffiti" – 1:53
20. "Geek Down" – 1:19
21. "Thunder" – 0:54
22. "Gobstopper" – 1:05
23. "One for Ghost" – 1:18
24. "Dilla Says Go" – 1:16
25. "Walkinonit" – 1:15
26. "The Factory" – 1:23
27. "U-Love" – 1:00
28. "Hi." – 1:16
29. "Bye." – 1:27
30. "Last Donut of the Night" – 1:39
31. "Donuts (Intro)" – 1:11